# Radulaceae
Radulaceae é uma família constituída apenas pelo gênero Radula e pertence à ordem Porellales, a qual é composta principalmente por hepáticas. As plantas pertencentes a essa família são encontradas em quase todos os ecossistemas, especialmente em locais úmidos, e apresentam superfícies escamosa e verde, sendo observada geralmente em cima de troncos, rochas e outros substratos.

## Diversidade taxonômica
Esta família inclui apenas um único gênero, Radula, com cerca de 250 espécies viventes e seis espécies fósseis. As espécies de Radula são ricas em diversidade e são encontradas em quase todos os ecossistemas, como árvores, rochas e solos em todo o mundo, da área costeira da Antártida ao hemisfério norte e das regiões semi-áridas australianas à floresta amazônica . 

## Morfologia

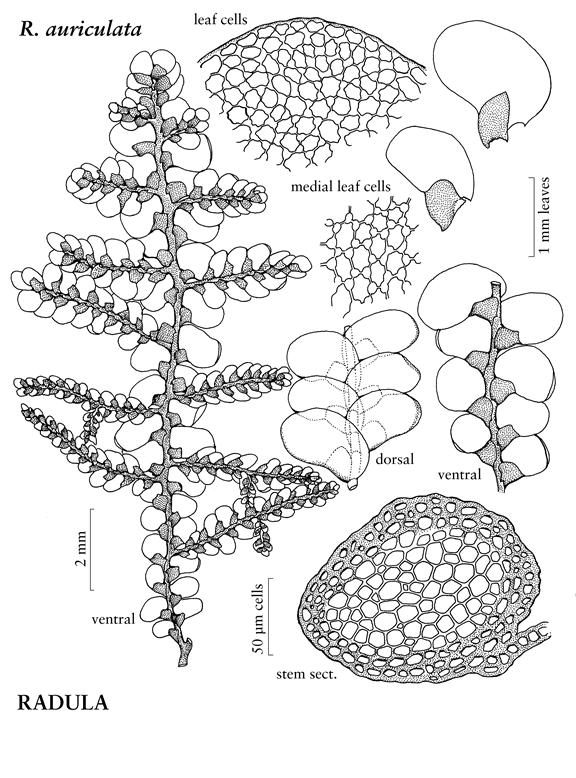
R. auriculata.

Na família Radulaceae existem apenas espécimes pequenos e médios, e não possuem vasos condutores, sendo que sua coloração pode variar de verde-oliva a verde-amarelo. São plantas de ampla distribuição, mas com preferência significativa a lugares úmidos, como florestas tropicais, sendo assim, sua diversidade é maior nos trópicos.

No geral, essa família possui rizóides restringidos ao lado ventral dos lóbulos, extremamente característico deste grupo. Ademais seus filídios, podem ser íncubos, ovados ou amplamente falcados, e possuem células quase sempre do mesmo tamanho, paredes delgadas e trigonos presentes (podendo ser grandes ou médios), ou ausentes. Já seus lóbulos são bem variados em tamanho e forma, sendo que na maioria das vezes possui uma característica mais inflada.  

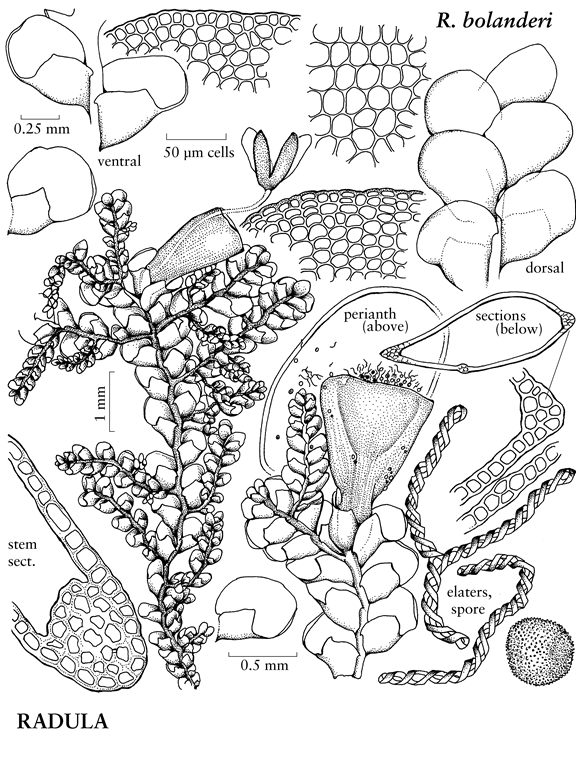
R. bolanderi

As espécies de Radulaceae possuem ramificação radulada, com colares ausentes e podem ser tanto regulares quanto irregulares (1-3 pinadas). Algumas espécies possuem ramos de microfilo, e/ ou folhas alternas, íncubas, planas (ou côncavas), ao passo que seu lóbulo é ventral e dobrado sob o lobo dorsal maior, que é preso ao caule. Suas células foliares geralmente contêm ácido-graxos.
Seus espécimes não possuem folhas inferiores, e alguns podem apresentar folhas caducas e gemas multicelulares. 
A reprodução dessas plantas na maioria das vezes é assexuada, principalmente em espécies com folhas caducas e gemas multicelulares. 
Ademais, os esporófitos deste grupo possuem cápsulas que podem ser tanto ovóides como desproporcionais em largura x altura, sendo que suas linhas de abertura atingem a base da planta.  

## Relações filogenéticas
A Radula, o único gênero pertencente a Radulaceae, foi estimado como tendo se originado em algum momento entre o Permiano Médio e o Eoceno Inferior por meio de estudos focados na evolução da hepática.  Alguns estudos sugerem que a diversificação e dominância das angiospermas forneceu maior umidade em comparação com as gimnospermas, por conta da sua maior capacidade de transpiração. Isso pode ter levado a um clima menos quente, mais úmido e menos sazonal, o que poderia ter desencadeado a diversificação de vários organismos, incluindo o gênero Radula. 

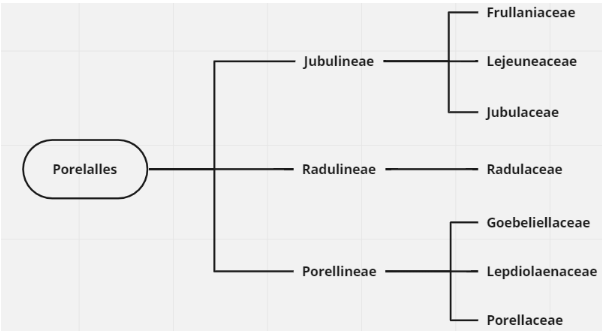
Ordem Porellales e as famílias pertencentes a esse grupo, incluindo a Radulaceae.

O fóssil de uma hepática do Cretáceo encontrado em um âmbar birmanês apresentou detalhes extensivos, os quais foram atribuídos ao gênero de hepática frondosa da Radula pertencente à família Radulaceae. A pesquisa sobre este fóssil por meio do uso de reconstruções de caracteres ancestrais e estimativas de tempo de divergência para avaliação de suas atribuições potenciais na filogenia de Radula, permitiram inferir com maior precisão diversos processos evolutivos ao longo da filogenia. 
O gênero foi incluído em vários estudos taxonômicos que identificaram inúmeras inconsistências de classificações anteriores. A introdução de uma grande revisão da classificação foi elaborada pelos pesquisadores, mas muitas espécies existentes e a maioria dos fósseis não puderam ser divididos em subgêneros de acordo com a morfologia. No entanto, estudos de amostragem molecular conseguiram cobrir a disparidade morfológica de espécies existentes e espécies fósseis, permitindo gerar um quadro estável para testar as hipóteses baseadas em morfologia. 
O fóssil âmbar birmanês foi classificado como Radula cretacea, o qual apresenta folhas agudas e dois pares de brácteas femininas, estados de caráter conhecidos apenas por algumas espécies. Reconstruções de estado de caráter morfológicos e uma série de divergências de estimativas de tempo forneceram evidências de que Radula cretacea pertence à linhagem do subgênero Odontoradula. A atribuição do fóssil ao subgênero Odontoradula, que recebeu apoio da morfologia fóssil, resultou em estimativas irreais de idade avançada para o gênero. 
Atualmente o gênero Radula é dividido em 7 subgêneros amplamente aceitos, tais como Cladoradula, Dactyloradula, Amentoradula, Volutoradula, Radula, Metaradula, e Odontoradula. A partir de novos estudos foi possível verificar melhor as relações filogenéticas dentro deste gênero, destacando principalmente a relação dos subgêneros Metaradula e Volutoradula como grupo-irmão, assim como Amentoradula e Radula. 

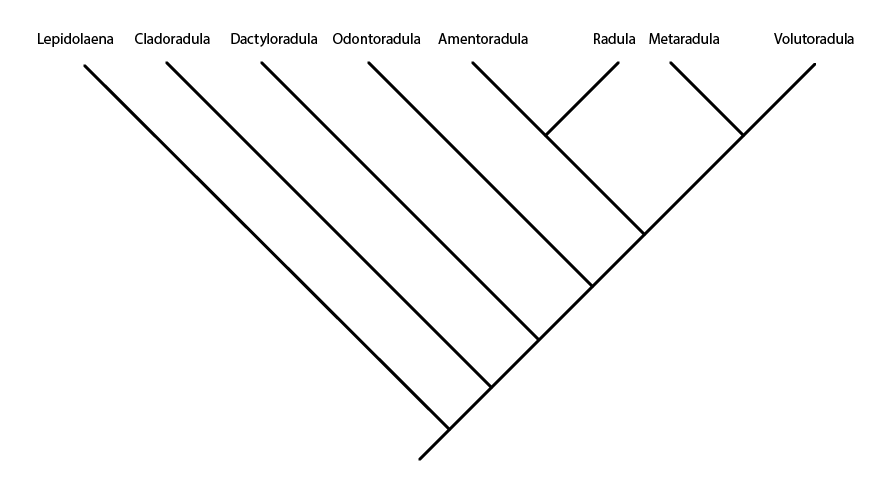
Cladograma do gênero Radula com as subdivisões Cladoradula, Dactyloradula, Amentoradula, Volutoradula, Radula, Metaradula, e Odontoradula. Lepidolaena foi utilizado como grupo externo.

## Taxonomia
As características morfológicas altamente distintas e incomum para todas as espécies dentro do gênero Radula levou a sua colocação na família monogenérica amplamente aceita, denominada de Radulaceae.
Söderström, classifica a família Radulaceae com apenas um gênero Radula com as espécies divididas nos subgêneros Cladoradula, Dactyloradula, Amentoradula, Volutoradula, Radula, Metaradula, e Odontoradula, como é possível observar abaixo :
Observação: a quantidade de (*) se refere à confiança da classificação, sendo o máximo 3 estrelas.
*** Radulaceae Müll.Frib. by M.A.M. Renner
O tratamento de Radulaceae segue Devos et al. (2011). Notas taxonômicas e nomenclaturais também podem ser encontradas em Renner et al. (2013b, 2014).
*** Radula Dumort., Commentat. Bot. (Dumortier): 112, 1822 (Dumortier 1822) nom. conserv.
*** subg. Amentuloradula Devos, M.A.M.Renner, Gradst., A.J.Shaw et Vanderp., Taxon 60 (6): 1630, 2011 (Devos et al. 2011).
*** Radula amentulosa Mitt., Bonplandia 9 (24): 367, 1861 (Mitten 1861).
*** Radula aneurismalis (Hook.f. et Taylor) Gottsche, Lindenb. et Nees, Syn. Hepat. 2: 262, 1845 (Gottsche et al. 1845a). Bas.: Jungermannia aneurismalis Hook.f. et Taylor, London J. Bot. 4: 86, 1845 (Hooker and Taylor 1845).
** Radula ceylanica K.Yamada, J. Jap. Bot. 50 (12): 373, 1975 (Yamada 1975b).
*** Radula fissifolia Steph., Sp. Hepat. (Stephani) 6: 507, 1924 (Stephani 1924).
*** Radula formosa (C.F.W.Meissn. ex Spreng.) Nees, Syn. Hepat. 2: 258, 1845 (Gottsche et al. 1845a). Bas.: Jungermannia formosa C.F.W.Meissn. ex Spreng. Syst. Veg. (ed. 16) [Sprengel] 4 (2): 325, 1827 (Sprengel 1827b).
*** Radula helix (Hook.f. et Taylor) Gottsche, Lindenb. et Nees, Syn. Hepat. 2: 260, 1845 (Gottsche et al. 1845a). Bas.: Jungermannia helix Hook.f. et Taylor, London J. Bot. 3: 475, 1844 (Hooker and Taylor 1844b).
*** Radula hicksiae K.Yamada, Cryptog. Bryol. Lichénol. 5 (1/2): 191, 1984 (Yamada 1984a).
*** Radula iwatsukii K.Yamada, J. Hattori Bot. Lab. 45: 275, 1979 (Yamada 1979b).
** Radula morobeana K.Yamada et Piippo, Ann. Bot. Fenn. 26 (4): 358, 1989 (Yamada and Piippo 1989).
** Radula multiamentula E.A.Hodgs., Rec. Domin. Mus. 4 (11): 122, 1962 (Hodgson 1962a).
*** Radula ornata E.A.Br. et Pócs, Telopea 9 (3): 436, 2001 (Brown and Pócs 2001).
*** Radula physoloba Mont., Ann. Sci. Nat. Bot. (sér. 2) 19: 255, 1843 (Montagne 1843).
*** Radula pseudoscripta M.A.M.Renner, New Zealand J. Bot. 44 (3): 340, 2006 (Renner 2006).
** Radula queenslandica K.Yamada, J. Hattori Bot. Lab. 62: 192, 1987 (Yamada 1987).
*** Radula scariosa Mitt., Bonplandia 9 (24): 367, 1861 (Mitten 1861).
*** Radula splendida M.A.M.Renner et Devos, Nova Hedwigia 90 (1/2): 113, 2010 (Renner et al. 2010a).
* Radula squarrosa K.Yamada, J. Jap. Bot. 65 (1): 1, 1990 (Yamada 1990). 378
*** Radula thiersiae K.Yamada, J. Hattori Bot. Lab. 62: 198, 1987 (Yamada 1987).
*** Radula uvifera (Hook.f. et Taylor) Gottsche, Lindenb. et Nees, Syn. Hepat. 2: 258, 1845 (Gottsche et al. 1845a). Bas.: Jungermannia uvifera Hook.f. et Taylor, London J. Bot. 3: 292 [392], 1844 (Hooker and Taylor 1844a).
* Radula vagans Steph., Kungl. Svenska Vetensk.-Akad. Handl. (n.ser.) 46 (9): 85, 1911 (Stephani 1911b).
** Radula verrucosa K.Yamada, J. Hattori Bot. Lab. 45: 277, 1979 (Yamada 1979b).
*** subg. Cladoradula Spruce, Trans. & Proc. Bot. Soc. Edinburgh 15: 315, 1885 (Spruce 1885).
** Radula auriculata Steph., Bull. Herb. Boissier 5 (2): 105, 1897 (Stephani 1897b).
* Radula bipinnata Mitt., J. Proc. Linn. Soc., Bot. 7 (27): 166, 1863 (Mitten 1863). 379
*** Radula boryana (F.Weber) Nees ex Mont., Ann. Sci. Nat. Bot. (sér. 2) 18: 13, 1842 (Montagne 1842b). Bas.: Jungermannia boryana F.Weber, Hist. Musc. Hepat. Prodr.: 58, 1815 (Weber 1815).
*** Radula campanigera Mont., London J. Bot. 3: 634, 1844 (Montagne 1844a).
*** Radula campanigera subsp. obiensis (S.Hatt.) K.Yamada, J. Hattori Bot. Lab. 45: 309, 1979 (Yamada 1979b). Bas.: Radula obiensis S.Hatt., Bull. Tokyo Sci. Mus. 11: 83, 1944 (Hattori 1944d).
** Radula chinensis Steph., Nuovo Giorn. Bot. Ital. (n.ser.) 13 (4): 355, 1906 (Levier 1906).
*** Radula gottscheana Taylor, London J. Bot. 5: 374, 1846 (Taylor 1846b).
*** Radula perrottetii Gottsche, Hedwigia 23 (10): 154, 1884 (Stephani 1884a).
** Radula tenax Lindb., Acta Soc. Sci. Fenn. 10: 492, 1875 (Lindberg 1875).
*** subg. Dactyloradula Devos, M.A.M.Renner, Gradst., A.J.Shaw et Vanderp., Taxon 60 (6): 1630, 2011 (Devos et al. 2011).
*** Radula brunnea Steph., Sp. Hepat. (Stephani) 4: 232, 1910 (Stephani 1910b).
*** subg. Metaradula R.M.Schust., Phytologia 56 (2): 69, 1984 (Schuster 1984).
** Radula acuminata Steph., Sp. Hepat. (Stephani) 4: 230, 1910 (Stephani 1910b). 380
** Radula aguirrei R.M.Schust., Phytotaxa 202 (1): 70, 2015 (Söderström et al. 2015c). Based on: Radula aguirrei R.M.Schust., J. Hattori Bot. Lab. 70: 56, 1991 (Schuster 1991a), nom. inval.
** Radula anisotoma M.A.M.Renner, PhytoKeys 27: 30, 2013 (Renner et al. 2013a).
*** Radula assamica Steph., Hedwigia 23 (10): 151, 1884 (Stephani 1884a).
*** Radula australiana K.Yamada, J. Hattori Bot. Lab. 51: 323, 1982 (Yamada 1982a).
*** Radula buccinifera (Hook.f. et Taylor) Gottsche, Lindenb. et Nees, Syn. Hepat. 2: 261, 1845 (Gottsche et al. 1845a). Bas.: Jungermannia buccinifera Hook.f. et Taylor, London J. Bot. 3: 580, 1844 (Hooker and Taylor 1844c).
*** Radula demissa M.A.M.Renner, PhytoKeys 27: 53, 2013 (Renner et al. 2013a).
** Radula evansii Castle, Ann. Bryol. 11: 37, 1938 (Castle 1938).
** Radula flaccida Lindenb. et Gottsche, Syn. Hepat. 5: 726, 1847 (Gottsche et al. 1847).
** Radula flaccida var. brachycalyx Spruce, Trans. & Proc. Bot. Soc. Edinburgh 15: 321, 1885 (Spruce 1885).
*** Radula forficata M.A.M.Renner, Austral. Syst. Bot. 26 (4): 307, 2013 (Renner et al. 2013c).
** Radula grevilleana Taylor, Ann. Mag. Nat. Hist. 20 (135): 380, 1847 (Taylor 1847a).
*** Radula imposita M.A.M.Renner, PhytoKeys 27: 65, 2013 (Renner et al. 2013a).
** Radula jovetiana K.Yamada, Cryptog. Bryol. Lichénol. 5 (1/2): 193, 1984 (Yamada 1984a).
** Radula kilgourii M.A.M.Renner, Austral. Syst. Bot. 26 (4): 313, 2013 (Renner et al. 2013c).
** Radula loriana Castle, J. Hattori Bot. Lab. 21: 6, 1959 (Castle 1959).
*** Radula mammosa Spruce, Mem. Torrey Bot. Club 1 (3): 127, 1890 (Spruce 1890).
*** Radula mittenii Steph., Hedwigia 23 (10): 148, 1884 (Stephani 1884a).
*** Radula myriopoda M.A.M.Renner, Austral. Syst. Bot. 26 (4): 323, 2013 (Renner et al. 2013c).
*** Radula notabilis M.A.M.Renner, PhytoKeys 27: 77, 2013 (Renner et al. 2013a).
** Radula nymannii Steph., Sp. Hepat. (Stephani) 4: 229, 1910 (Stephani 1910b).
** Radula protensa Lindenb., Bot. Zeitung (Berlin) 6 (25): 462, 1848 (Meissner 1848).
** Radula protensa var. erectilobula Schiffn., Nova Acta Acad. Caes. Leop.-Carol. German. Nat. Cur. 60 (2): 247, 1893 (Schiffner 1893a).
** Radula pseudoflaccida E.W.Jones, J. Bryol. 9 (4): 501, 1977 [1978] (Jones 1977).
** Radula psychosis M.A.M.Renner, Austral. Syst. Bot. 26 (4): 328, 2013 (Renner et al. 2013c).
*** Radula ratkowskiana K.Yamada, J. Jap. Bot. 59 (3): 94, 1984 (Yamada 1984b).
*** Radula robinsonii Steph., Sp. Hepat. (Stephani) 4: 214, 1910 (Stephani 1910b).
** Radula stenocalyx Mont., Ann. Sci. Nat. Bot. (sér. 4) 3 (5): 315, 1855 (Montagne 1855).
*** Radula strangulata Hook.f. et Taylor, London J. Bot. 5: 377, 1846 (Taylor 1846b).
* Radula tjibodensis K.I.Goebel, Ann. Jard. Bot. Buitenzorg 7 (1): 53, 1888 (Goebel 1888). 381
*** Radula ventricosa Steph., Sp. Hepat. (Stephani) 4: 187, 1910 (Stephani 1910b).
*** Radula yanoella R.M.Schust., Phytologia 56 (2): 72, 1984 (Schuster 1984).
*** subg. Odontoradula K.Yamada, J. Hattori Bot. Lab. 45: 209, 1979 (Yamada 1979b).
** Radula acuta Mitt., Fl. vit.: 410, 1871 [1873] (Mitten 1871).
** Radula allisonii Castle, Rev. Bryol. Lichénol. 31 (3/4): 148, 1962 [1963] (Castle 1962).
** Radula amoena Herzog, Mitt. Inst. Allg. Bot. Hamburg 7 (3): 192, 1931 (Herzog 1931a).
** Radula anceps Sande Lac., Ned. Kruidk. Arch. 3: 419, 1854 [1855] (Sande Lacoste 1854).
* Radula crenulata Schiffn., Leberm., Forschungsr. Gazelle 4 (4): 21, 1890 (Schiffner 1890). 382
*** Radula cuspidata Steph., Sp. Hepat. (Stephani) 4: 156, 1910 (Stephani 1910b).
*** Radula decora Gottsche, Hedwigia 23 (10): 145, 1884 (Stephani 1884a).
** Radula emarginata K.Yamada et Piippo, Ann. Bot. Fenn. 26 (4): 352, 1989 (Yamada and Piippo 1989).
** Radula kojana Steph., Bull. Herb. Boissier 5 (2): 105, 1897 (Stephani 1897b).
*** Radula lacerata Steph., Rev. Bryol. 35 (2): 33, 1908 (Stephani 1908l).
*** Radula novae-hollandiae Hampe, Nov. Stirp. Pug. 7: 24, 1838 (Lehmann 1838).
*** Radula ocellata K.Yamada, J. Hattori Bot. Lab. 45: 209, 1979 (Yamada 1979b).
*** Radula plicata Mitt., Bot. antarct. voy. II (Fl. Nov.-Zel. 2): 154, 1854 (Mitten 1854).
** Radula pugioniformis M.A.M.Renner, PhytoKeys 27: 84, 2013 (Renner et al. 2013a).
*** Radula pulchella Mitt., Hedwigia 23 (10): 149, 1884 (Stephani 1884a).
*** Radula retroflexa Taylor, London J. Bot. 5: 378, 1846 (Taylor 1846b).
*** Radula tasmanica Steph., Sp. Hepat. (Stephani) 4: 212, 1910 (Stephani 1910b).
*** Radula weymouthiana Steph., Sp. Hepat. (Stephani) 4: 190, 1910 (Stephani 1910b).
*** subg. Radula
*** Radula acutiloba Steph., Hedwigia 28 (4): 271, 1889 (Stephani 1889c). 383
** Radula appressa Mitt., Philos. Trans. 168: 397, 1879 (Mitten 1879).
*** Radula aquilegia (Hook.f. et Taylor) Gottsche, Lindenb. et Nees, Syn. Hepat. 2: 260, 1845 (Gottsche et al. 1845a). Bas.: Jungermannia aquilegia Hook.f. et Taylor, London J. Bot. 3: 291 [391], 1844 (Hooker and Taylor 1844a).
** Radula australis Austin, Bot. Bull. (Hanover) 1 (7): 32, 1876 (Austin 1876b).
** Radula borneensis Steph., Sp. Hepat. (Stephani) 4: 209, 1910 (Stephani 1910b).
** Radula caduca K.Yamada, J. Hattori Bot. Lab. 45: 225, 1979 (Yamada 1979b).
*** Radula carringtonii J.B.Jack, Flora 64 (25): 385, 1881 (Jack 1881).
*** Radula complanata (L.) Dumort., Syll. Jungerm. Europ.: 38, 1831 (Dumortier 1831). Bas.: Jungermannia complanata L., Sp. Pl. 1: 1133, 1753 (Linnaeus 1753).
** Radula constricta Steph., Sp. Hepat. (Stephani) 6: 506, 1924 (Stephani 1924).
** Radula evelynae K.Yamada, J. Jap. Bot. 50 (4): 115, 1975 (Yamada 1975a).
** Radula fendleri Gottsche, Hedwigia 23 (10): 146, 1884 (Stephani 1884a). 384
*** Radula grandis Steph., J. Linn. Soc., Bot. 29 (201): 271, 1892 (Stephani 1892b).
** Radula japonica Gottsche, Hedwigia 23 (10): 152, 1884 (Stephani 1884a).
** Radula javanica Gottsche, Syn. Hepat. 2: 257, 1845 (Gottsche et al. 1845a).
*** Radula jonesii Bouman, Dirkse et K.Yamada, J. Bryol. 15 (1): 161, 1988 (Bouman et al. 1988).
*** Radula lindenbergiana Gottsche ex C.Hartm., Handb. Skand. fl. (ed.9): 98, 1864 (Hartman 1864).
** Radula madagascariensis Gottsche, Abh. Naturwiss. Vereins Bremen 7: 349, 1882 (Gottsche 1882).
** Radula marojezica E.W.Jones, J. Bryol. 17 (2): 307, 1992 (Jones 1992).
* Radula multiflora Gottsche ex Schiffn., Leberm., Forschungsr. Gazelle 4 (4): 20, 1890 (Schiffner 1890). 385
** Radula novoguineensis K.Yamada et Piippo, Ann. Bot. Fenn. 26 (4): 360, 1989 (Yamada and Piippo 1989).
** Radula obconica Sull., Manual (Gray): 688, 1848 (Gray 1848).
** Radula obtusiloba Steph., Bull. Herb. Boissier 5 (2): 105, 1897 (Stephani 1897b).
** Radula obtusiloba subsp. polyclada (A.Evans) S.Hatt., J. Hattori Bot. Lab. 29: 275, 1966 (Hattori 1966d). Bas.: Radula polyclada A.Evans, Bull. Torrey Bot. Club 41 (12): 607, 1914 [1915] (Evans 1914a).
* Radula oceania Castle, Rev. Bryol. Lichénol. 33 (3/4): 390, 1965 (Castle 1965). 386
** Radula oreopsis M.A.M.Renner, Telopea 17: 123, 2014 (Renner 2014).
** Radula portoricensis Steph., Hedwigia 27 (11/12): 298, 1888 (Stephani 1888c).
*** Radula prolifera Arnell, Ark. Bot. 13 (2): 12, 1913 (Arnell 1913).
*** Radula quadrata Gottsche, Syn. Hepat. 2: 255, 1845 (Gottsche et al. 1845a).
*** Radula reflexa Nees et Mont., Ann. Sci. Nat. Bot. (sér. 2) 19: 255, 1843 (Montagne 1843).
** Radula sharpii K.Yamada, J. Jap. Bot. 60 (9): 260, 1985 (Yamada 1985a).
** Radula sumatrana Steph., Sp. Hepat. (Stephani) 4: 204, 1910 (Stephani 1910b).
** Radula tokiensis Steph., Hedwigia 23 (10): 150, 1884 (Stephani 1884a).
*** Radula van-zantenii K.Yamada, J. Hattori Bot. Lab. 45: 260, 1979 (Yamada 1979b).
** Radula varilobula Castle, J. Hattori Bot. Lab. 21: 19, 1959 (Castle 1959).
*** Radula wichurae Steph., Sp. Hepat. (Stephani) 4: 168, 1910 (Stephani 1910b).
*** subg. Volutoradula Devos, M.A.M.Renner, Gradst., A.J.Shaw et Vanderp., Taxon 60 (6): 1629, 2011 (Devos et al. 2011).
** Radula ankefinensis Gottsche, Hedwigia 23 (10): 152, 1884 (Stephani 1884a).
** Radula antilleana Castle, J. Hattori Bot. Lab. 21: 48, 1959 (Castle 1959).
** Radula comorensis Steph., Hedwigia 23 (9): 132, 1884 (Stephani 1884c).
** Radula cubensis K.Yamada, J. Hattori Bot. Lab. 54: 241, 1983 (Yamada 1983).
** Radula diversifolia Steph., Sp. Hepat. (Stephani) 4: 212, 1910 (Stephani 1910b).
*** Radula eggersii K.Yamada, J. Hattori Bot. Lab. 82: 339, 1997 (Yamada 1997).
** Radula episcia Spruce, Trans. & Proc. Bot. Soc. Edinburgh 15: 318, 1885 (Spruce 1885).
** Radula floridana Castle, Rev. Bryol. Lichénol. 36 (1/2): 1, 1968 [1969] (Castle 1968).
** Radula fulvifolia (Hook.f. et Taylor) Gottsche, Lindenb. et Nees, Syn. Hepat. 2: 261, 1845 (Gottsche et al. 1845a). Bas.: Jungermannia fulvifolia Hook.f. et Taylor, London J. Bot. 4: 85, 1845 (Hooker and Taylor 1845).
*** Radula hastata Steph., Sp. Hepat. (Stephani) 4: 163, 1910 (Stephani 1910b).
* Radula holstiana Steph., Bot. Jahrb. Syst. 20 (3): 320, 1895 (Stephani 1895a).
*** Radula holtii Spruce, J. Bot. 25: 209, 1887 (Spruce 1887b).
** Radula husnotii Castle, J. Hattori Bot. Lab. 21: 45, 1959 (Castle 1959).
** Radula inflexa Gottsche, Hedwigia 23 (10): 148, 1884 (Stephani 1884a).
** Radula kegelii Gottsche ex Steph., Hedwigia 23 (10): 152, 1884 (Stephani 1884a).
** Radula macroloba Steph., Bull. Soc. Roy. Bot. Belgique 31: 121, 1892 (Stephani 1892c).
** Radula mazarunensis K.Yamada, Trop. Bryol. 1: 38, 1989 (Gradstein and Florschütz-de Waard 1989).
** Radula mexicana Lindenb. et Gottsche, Mexik. Leverm.: 150, 1863 (Gottsche 1863).
** Radula microloba Gottsche, Syn. Hepat. 2: 259, 1845 (Gottsche et al. 1845a).
** Radula neotropica Castle, J. Hattori Bot. Lab. 21: 31, 1959 (Castle 1959).
*** Radula nudicaulis Steph., Sp. Hepat. (Stephani) 4: 174, 1910 (Stephani 1910b).
* Radula nudicaulis var. delicatula P.Allorge et V.Allorge, Rev. Bryol. Lichénol. 19 (1/2): 106, 1950 (Allorge and Allorge 1950).
** Radula pocsii K.Yamada, J. Hattori Bot. Lab. 54: 245, 1983 (Yamada 1983).
** Radula recubans Taylor, London J. Bot. 5: 376, 1846 (Taylor 1846b).
** Radula saccatiloba Steph., Hedwigia 23 (8): 129, 1884 (Stephani 1884b).
** Radula schaefer-verwimpii K.Yamada, J. Jap. Bot. 65 (1): 3, 1990 (Yamada 1990).
** Radula schofieldiana K.Yamada, J. Hattori Bot. Lab. 82: 337, 1997 (Yamada 1997).
** Radula stipatiflora Steph., Sp. Hepat. (Stephani) 4: 159, 1910 (Stephani 1910b).
** Radula striata Mitt., Hedwigia 23 (10): 155, 1884 (Stephani 1884a).
** Radula subinflata Lindenb. et Gottsche, Syn. Hepat. 5: 724, 1847 (Gottsche et al. 1847).
** Radula sullivantii Austin, Hepat. bor.-amer.: 22, 1873 (Austin 1873).
** Radula tenera Mitt., Hedwigia 23 (10): 149, 1884 (Stephani 1884a).
*** Radula voluta Taylor, Syn. Hepat. 2: 255, 1845 (Gottsche et al. 1845a).
Incertae sedis
*** Radula acutangula Steph., Bull. Herb. Boissier 5 (10): 848, 1897 (Stephani 1897c).
** Radula angulata Steph., Hedwigia 23 (8): 114, 1884 (Stephani 1884b).
** Radula bogotensis Steph., Hedwigia 23 (8): 115, 1884 (Stephani 1884b).
*** Radula bolanderi Gottsche, Hedwigia 23 (10): 145, 1884 (Stephani 1884a).
** Radula boninensis Furuki et K.Yamada, J. Jap. Bot. 61 (10): 312, 1986 (Furuki and Yamada 1986).
** Radula brasilica K.Yamada, J. Hattori Bot. Lab. 74: 35, 1993 (Yamada 1993).
** Radula caespitosa Steph., Hedwigia 27 (3/4): 107, 1888 (Stephani 1888d).
** Radula campanulata Lindenb. et Gottsche, Syn. Hepat. 2: 256, 1845 (Gottsche et al. 1845a).
** Radula castlei Grolle, Bryologist 73 (4): 662, 1970 (Grolle 1970a).
*** Radula cavifolia Hampe ex Gottsche, Lindenb. et Nees, Syn. Hepat. 2: 259, 1845 (Gottsche et al. 1845a).
** Radula cochabambaensis K.Yamada, J. Hattori Bot. Lab. 74: 37, 1993 (Yamada 1993).
** Radula conferta Lindenb. et Gottsche, Syn. Hepat. 5: 729, 1847 (Gottsche et al. 1847).
*** Radula cordata Mitt., Fl. vit.: 410, 1871 [1873] (Mitten 1871).
** Radula costaricensis Gottsche, J. Bot. 15: 226, 1877 (Polakowski 1877).
*** Radula curvilobula M.L.So, J. Hattori Bot. Lab. 98: 176, 2005 (So 2005a).
* Radula decurrens Mitt., Fl. vit.: 410, 1871 [1873] (Mitten 1871). 387
** Radula densifolia Castle, Rev. Bryol. Lichénol. 33 (3/4): 385, 1965 (Castle 1965).
** Radula diaphana K.I.Goebel, Organogr. Pfl., ed. 2, 2 (1): 677, 1915 (Goebel 1915).
** Radula dolabrata K.Yamada, J. Jap. Bot. 60 (9): 257, 1985 (Yamada 1985a).
** Radula elliottii Castle, J. Hattori Bot. Lab. 21: 12, 1959 (Castle 1959).
** Radula falcata Steph., Hedwigia 23 (8): 115, 1884 (Stephani 1884b).
** Radula fauriana Steph., Sp. Hepat. (Stephani) 4: 207, 1910 (Stephani 1910b).
** Radula fernandezana Steph., Kungl. Svenska Vetensk.-Akad. Handl. (n.ser.) 46 (9): 84, 1911 (Stephani 1911b).
** Radula flavifolia (Hook.f. et Taylor) Gottsche, Lindenb. et Nees, Syn. Hepat. 2: 259, 1845 (Gottsche et al. 1845a). Bas.: Jungermannia flavifolia Hook.f. et Taylor, London J. Bot. 3: 476, 1844 (Hooker and Taylor 1844b).
** Radula fujitae Furuki, Bryol. Res. 9 (5): 143, 2007 (Furuki 2007).
** Radula galapagona Steph., Sp. Hepat. (Stephani) 4: 176, 1910 (Stephani 1910b).
** Radula gedena Gottsche, Hedwigia 23 (10): 146, 1884 (Stephani 1884a).
** Radula gracilis Mitt., Hedwigia 23 (10): 147, 1884 (Stephani 1884a).
** Radula gradsteinii K.Yamada, Trop. Bryol. 1: 37, 1989 (Gradstein and Florschütz-de Waard 1989).
** Radula grandifolia Steph., Sp. Hepat. (Stephani) 4: 184, 1910 (Stephani 1910b).
** Radula grollei K.Yamada et Piippo, Ann. Bot. Fenn. 26 (4): 379, 1989 (Yamada and Piippo 1989).
** Radula guyanensis K.Yamada, Trop. Bryol. 1: 38, 1989 (Gradstein and Florschütz-de Waard 1989).
** Radula hattorii K.Yamada, J. Jap. Bot. 60 (9): 259, 1985 (Yamada 1985a).
*** Radula hawaiica M.L.So, J. Hattori Bot. Lab. 98: 177, 2005 (So 2005a).
* Radula hedingeri K.I.Goebel, Ann. Jard. Bot. Buitenzorg 7 (1): 51, 1888 (Goebel 1888).
*** Radula inouei K.Yamada, J. Hattori Bot. Lab. 45: 262, 1979 (Yamada 1979b).
*** Radula involvens Spruce, Trans. & Proc. Bot. Soc. Edinburgh 15: 325, 1885 (Spruce 1885).
*** Radula iwatsukiana K.Yamada, J. Hattori Bot. Lab. 58: 114, 1985 (Yamada 1985b).
*** Radula jamaicensis Pearson, Ann. Bryol. 4: 103, 1931 (Pearson 1931b).
** Radula jamesonii Taylor, London J. Bot. 5: 375, 1846 (Taylor 1846b).
** Radula kinabaluensis K.Yamada, Misc. Bryol. Lichenol. 6 (6): 97, 1973 (Yamada 1973b).
*** Radula kitagawae K.Yamada, J. Hattori Bot. Lab. 58: 116, 1985 (Yamada 1985b).
** Radula koponenii K.Yamada et Piippo, Ann. Bot. Fenn. 26 (4): 364, 1989 (Yamada and Piippo 1989).
** Radula kurzii Steph., Hedwigia 23 (10): 153, 1884 (Stephani 1884a).
** Radula laxiramea Steph., Sp. Hepat. (Stephani) 4: 178, 1910 (Stephani 1910b).
** Radula leiboldii Steph., Hedwigia 23 (8): 116, 1884 (Stephani 1884b).
** Radula lewisii K.Yamada, J. Hattori Bot. Lab. 74: 39, 1993 (Yamada 1993).
*** Radula ligula Steph., Sp. Hepat. (Stephani) 4: 228, 1910 (Stephani 1910b).
*** Radula lingulata Gottsche, Syn. Hepat. 2: 260, 1845 (Gottsche et al. 1845a).
** Radula longiloba K.Yamada, J. Hattori Bot. Lab. 54: 243, 1983 (Yamada 1983).
* Radula longispica Steph., Sp. Hepat. (Stephani) 4: 183, 1910 (Stephani 1910b). 388
*** Radula marginata Gottsche, Lindenb. et Nees, Syn. Hepat. 2: 261, 1845 (Gottsche et al. 1845a). Nom. nov. pro Jungermannia marginata Hook.f. et Taylor, London J. Bot. 3: 566, 1844 (Hooker and Taylor 1844a), nom. illeg.
*** Radula mauiensis M.L.So, J. Hattori Bot. Lab. 98: 178, 2005 (So 2005a).
** Radula microlobula Castle, J. Hattori Bot. Lab. 21: 35, 1959 (Castle 1959).
** Radula minutilobula K.Yamada et Piippo, Ann. Bot. Fenn. 26 (4): 377, 1989 (Yamada and Piippo 1989).
** Radula mizutanii K.Yamada, J. Jap. Bot. 48 (5): 134, 1973 (Yamada 1973a).
*** Radula nigra Pearson, J. Linn. Soc., Bot. 46 (305): 31, 1922 (Pearson 1922b).
** Radula nilgiriensis Udar et D.Kumar, J. Indian Bot. Soc. 61: 177, 1982 (Udar and Kumar 1982b).
** Radula norrisii K.Yamada et Piippo, Ann. Bot. Fenn. 26 (4): 374, 1989 (Yamada and Piippo 1989).
** Radula novivrieseana K.Yamada, J. Hattori Bot. Lab. 51: 326, 1982 (Yamada 1982a).
*** Radula novocaledonica Hürl. et K.Yamada, J. Jap. Bot. 54 (8): 238, 1979 (Hürlimann and Yamada 1979).
*** Radula novocaledoniensis K.Yamada, J. Hattori Bot. Lab. 58: 120, 1985 (Yamada 1985b).
** Radula obovata Castle, J. Hattori Bot. Lab. 21: 16, 1959 (Castle 1959).
** Radula obscura Mitt., J. Proc. Linn. Soc., Bot. 5 (18): 107, 1860 [1861] (Mitten 1860c).
** Radula okamurana Steph., Sp. Hepat. (Stephani) 4: 209, 1910 (Stephani 1910b).
** Radula onraedtii K.Yamada, Misc. Bryol. Lichenol. 8 (6): 113, 1979 (Yamada 1979a).
** Radula opaciuscula (Spruce) Castle, J. Hattori Bot. Lab. 21: 22, 1959 (Castle 1959). Bas.: Radula episcia var. opaciuscula Spruce, Trans. & Proc. Bot. Soc. Edinburgh 15: 319, 1885 (Spruce 1885).
** Radula ovalilobula K.Yamada, J. Hattori Bot. Lab. 45: 257, 1979 (Yamada 1979b).
** Radula oyamensis Steph., Hedwigia 23 (10): 149, 1884 (Stephani 1884a).
* Radula paganii Castle, J. Hattori Bot. Lab. 21: 33, 1959 (Castle 1959). 389
*** Radula pallens (Sw.) Nees ex Mont., Voy. Amér. Mérid. 7 (2): 71, 1839 (Montagne 1839a). Bas.: Jungermannia pallens Sw., Prodr. (Swartz): 143, 1788 (Swartz 1788).
*** Radula pandei Udar et Dh.Kumar, Lindbergia 9 (2): 133, 1983 (Udar and Kumar 1983b).
** Radula patens K.Yamada, Cryptog. Bryol. Lichénol. 5 (1/2): 197, 1984 (Yamada 1984a).
** Radula peruviana K.Yamada, Beih. Nova Hedwigia 88: 79, 1987 (Schultze-Motel and Menzel 1987).
** Radula philippinensis K.Yamada, J. Hattori Bot. Lab. 45: 299, 1979 (Yamada 1979b).
* Radula pinnulata Mitt., Fl. vit.: 410, 1871 [1873] (Mitten 1871). 390
** Radula pseudostachya Spruce, Trans. & Proc. Bot. Soc. Edinburgh 15: 319, 1885 (Spruce 1885).
** Radula punctata Steph., Hedwigia 23 (8): 135, 1884 (Stephani 1884b).
** Radula pusilla Spruce, Trans. & Proc. Bot. Soc. Edinburgh 15: 320, 1885 (Spruce 1885).
*** Radula rhombiloba Steph., Sp. Hepat. (Stephani) 4: 204, 1910 (Stephani 1910b).
* Radula rupicola K.Yamada, J. Hattori Bot. Lab. 58: 124, 1985 (Yamada 1985b). 391
** Radula santacruziana K.Yamada et Gradst., Trop. Bryol. 4: 67, 1991 (Yamada and Gradstein 1991).
** Radula silvestris Gottsche, Abh. Naturwiss. Vereins Bremen 7: 349, 1882 (Gottsche 1882).
** Radula sinskeana K.Yamada, J. Hattori Bot. Lab. 74: 41, 1993 (Yamada 1993).
** Radula sinuata Gottsche ex Steph., Sp. Hepat. (Stephani) 4: 161, 1910 (Stephani 1910b).
* Radula socorana Gerola, Lav. Bot. Ist. Bot. Univ. Padova 12: 475, 1947 (Gerola 1947).
** Radula sonsonensis Steph., Sp. Hepat. (Stephani) 4: 201, 1910 (Stephani 1910b).
** Radula stellatogemmipara C.Gao et Y.H.Wu, Nova Hedwigia 80 (1/2): 239, 2005 (Gao and Wu 2005).
** Radula subsimplex Steph., Hedwigia 23 (8): 130, 1884 (Stephani 1884b).
** Radula subsquarrosa S.W.Arnell, Ark. Bot. (n.ser.) 4 (1): 15, 1957 (Arnell 1957b).
** Radula tabularis Steph., Hedwigia 23 (9): 131, 1884 (Stephani 1884c).
** Radula taylorii Steph., Hedwigia 23 (9): 133, 1884 (Stephani 1884c).
** Radula tectiloba Steph., Hedwigia 27 (11/12): 298, 1888 (Stephani 1888c).
** Radula tenuis K.Yamada, J. Hattori Bot. Lab. 54: 247, 1983 (Yamada 1983).
** Radula underwoodii Castle, J. Hattori Bot. Lab. 21: 37, 1959 (Castle 1959).
** Radula venezuelensis K.Yamada, Misc. Bryol. Lichenol. 9 (6): 122, 1982 (Yamada 1982b).
*** Radula vieillardii Gottsche, Hedwigia 23 (10): 150, 1884 (Stephani 1884a).
** Radula visianica C.Massal., Ann. Bot. (Rome) 1 (4): 298, 1904 (Massalongo 1904).
** Radula vrieseana Sande Lac., Ann. Mus. Bot. Lugduno-Batavi 1: 305, 1864 (Sande Lacoste 1864).
** Radula wrightii Castle, J. Hattori Bot. Lab. 21: 15, 1959 (Castle 1959).
** Radula xalapensis Nees et Mont., Ann. Sci. Nat. Bot. (sér. 2) 5: 56, 1836 (Nees and Montagne 1836).

## Lista de espécies brasileiras
São contabilizadas 26 espécies brasileiras da família Radulaceae, sendo elas: 
1. Radula brasilica;
2. Radula yamadae;
3. Radula bahiensis;
4. Radula fendleri var. Paroica;
5. Radula renneri;
6. Radula nudicaulis;
7. Radula langiloba;
8. Radula punctata;
9. Radula pseudostachya;
10. Radula marginata;
11. Radula microloba;
12. Radula saccatiloba;
13. Radula schaefer-verwimpii;
14. Radula angulata;
15. Radula cubensis;
16. Radula gottscheana;
17. Radula mammosa;
18. Radula pallens;
19. Radula pocsii;
20. Radula recubans;
21. Rabula tenera;
22. Rabula yanoella;
23. Radula flaccida;
24. Radula decora;
25. Radula ligula;
26. Radula tectiloba.

Sendo que as 5 primeiras são endêmicas do Brasil, e o restante pode ser encontrado na flora brasileira e em outros territórios. 

## Distribuição no Brasil
Esta família, como dito anteriormente, abrange muitos lugares, principalmente trópicos e regiões úmidas. No Brasil, embora seja distribuída por várias regiões do país, possui uma maior concentração no sudeste, como pode ser observado no mapa abaixo. 

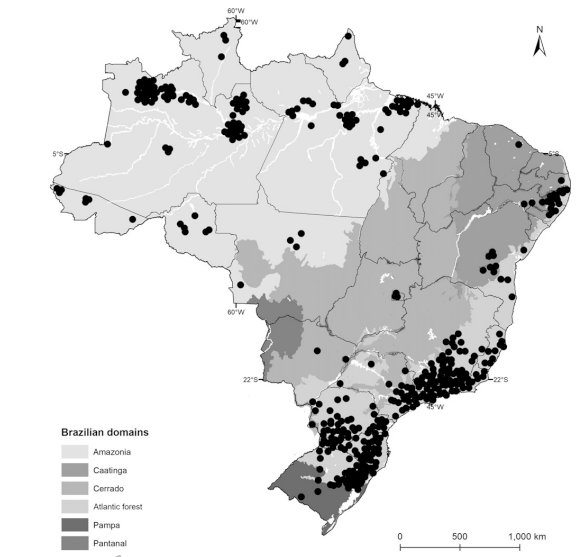
Mapa de distribuição de Radula no Brasil.

## Distribuição no mundo
As espécies pertencentes à Radulaceae apresentam ampla distribuição ao redor do planeta, sendo encontradas em vários ecossistemas, como as regiões semi-áridas da Austrália e as regiões da floresta amazônica na América Latina.  

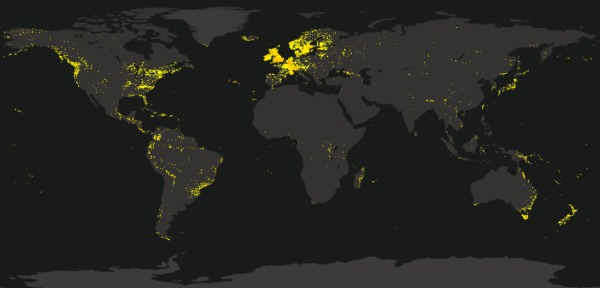
A ocorrência das espécies pertencentes à Radulaceae ao redor do mundo.

## Curiosidades
Algumas espécies do gênero Radula apresentam compostos psicoativos, como os canabinóides. No entanto, o canabinóide encontrado nessas hepáticas é distinto do THC, que é o princpal composto químico psicoativo da cannabis, porém com uma estrutura semelhante . Logo, essas plantas apresentam perrotetineno e ácido perrotetineno, sendo que o primeiro foi identificado como antagonista do receptor de canabinóide tipo 1. 